# Verwaltungsgemeinschaft Marktheidenfeld
In der Verwaltungsgemeinschaft Marktheidenfeld im unterfränkischen Landkreis Main-Spessart haben sich neun Gemeinden zur Erledigung ihrer Verwaltungsgeschäfte zusammengeschlossen.

## Mitgliedsgemeinden
Mitglieder dieser Körperschaft des öffentlichen Rechts sind:
1. Birkenfeld, 2207 Einwohner, 29,15 km²
2. Bischbrunn, 1834 Einwohner, 36,96 km²
3. Erlenbach b.Marktheidenfeld, 2465 Einwohner, 15,31 km²
4. Esselbach, 2125 Einwohner, 11,93 km²
5. Hafenlohr, 1769 Einwohner, 11,33 km²
6. Karbach, Markt, 1464 Einwohner, 24,14 km²
7. Roden, 1006 Einwohner, 20,05 km²
8. Rothenfels, Stadt, 1022 Einwohner, 12,07 km²
9. Urspringen, 1420 Einwohner, 17,99 km²

## Sitz
Sitz, aber nicht Mitglied der Verwaltungsgemeinschaft ist Marktheidenfeld.

## Geschichte
In Marktheidenfeld bildete sich durch den freiwilligen Zusammenschluss der sechs Gemeinden  Rothenfels, Karbach, Birkenfeld, Erlenbach, Esselbach und Hafenlohr zum 1. Januar 1976 eine der ersten Verwaltungsgemeinschaften in Bayern. Die meisten Zusammenschlüsse dieser Art erfolgten erst zum 1. Mai 1978 (Gebietsreform in Bayern).
Bei den vorbereitenden Gesprächen hatte Bürgermeister Georg Engelhardt aus Hafenlohr federführend gewirkt. Zum 1. Juli 1976 kam Roden als siebte Gemeinde dazu, zum 1. Mai 1978 traten die Gemeinden Bischbrunn und Urspringen bei.